# Henri La Fontaine
Henri La Fontaine (født 22. april 1854, død 14. maj 1943) var en belgisk international jurist og præsident for Det internationale Fredskontor 1907-1943 og modtager af Nobels fredspris i 1913.
La Fontaine studerede jura ved Bruxelles' frie universitet og blev advokat i 1877. Han opbyggede et ry som autoritet i international jura og blev i 1893 professor inden for dette område på Bruxelles' frie universitet. To år senere blev han valgt ind i det belgiske senat for socialistpartiet, og han fungerede som formand for senatet i perioden 1919-1932.
Henri La Fontaine var allerede tidligt i Det internationale Fredskontors eksistens blevet interesseret i dets rolle i verden, og han var medvirkende til kontorets afholdelse af Haag-fredskonferencerne i 1899 og 1907. Han var medlem af den belgiske delegation til Paris-fredskonferencen i 1919 og til stiftelsen af Folkeforbundet (1920-21). I sine bestræbelser på at skabe verdensfred grundlagde han Centre Intellectuel Mondial og foreslog etableringen af verdensskole, verdensuniversitet, verdensparlament og en international domstol. Han var med til at grundlægge Institut de Bibliographie (som senere blev til International Federation for Information and Documentation).
Han skrev endvidere en række juridiske håndbøger og en bog om historien om international voldgift. Han var frimurer og medlem af logen Les Amis Philanthropes i Bruxelles.